# Анхел Ортиз
Анхел Ортиз (27. децембар 1977) бивши је парагвајски фудбалер.

## Репрезентација
За репрезентацију Парагваја дебитовао је 2003. године. За национални тим одиграо је 27 утакмица.

## Статистика
| Парагвај | Парагвај | Парагвај |
| Год.     | Ута.     | Гол.     |
| -------- | -------- | -------- |
| 2003     | 13       | 0        |
| 2004     | 6        | 0        |
| 2005     | 7        | 0        |
| 2006     | 0        | 0        |
| 2007     | 1        | 0        |
| Укупно   | 27       | 0        |